# Sir Mix-a-Lot
Sir Mix-a-Lot (polgári nevén Anthony Ray, 1963. augusztus 12., Auburn) amerikai rapper. Legismertebb dala a "Baby Got Back".

## Élete
Már gyerekkorában érdekelte a hip-hop zene, a nyolcvanas években kezdte el művelni. Első dala, a "Posse on Broadway" 1987-ben jelent meg, kislemezként. Első nagylemezét 1988-ban adta ki. Második stúdióalbuma egy évvel később, 1989-ben került piacra. 1991-ben feliratkozott a Def American kiadóhoz, és 1992-ben megjelentette harmadik nagylemezét, amelyen a Baby Got Back is szerepelt. A dal klipje alaposan cenzúrázva lett az MTV-n, a szám ugyanis a nők "hátsó feléről" szólt, és a szöveg is e téma körül forgott. 1994-ben, 1996-ban és 2003-ban is piacra dobott nagylemezeket. 2003 óta nem jelentetett meg új lemezt. Több tévéműsorban is szerepelt már, például Tom Goes to the Mayor, Robot Chicken, Bojack Horseman. Lemezeit az American Recordings (korábbi nevén Def American), BMG, illetve a független Artist Direct kiadók jelentetik meg.

## Diszkográfia
- Swass (1988)
- Seminar (1989)
- Mack Daddy (1992)
- Chief Boot Knocka (1994)
- Return of the Bumpasaurus (1996)
- Daddy's Home (2003)